# Rampoux
Rampoux é uma comuna francesa na região administrativa de Occitânia, no departamento de Lot. Estende-se por uma área de 5,83 km². Em 2010 a comuna tinha 101 habitantes (densidade: 17,3 hab./km²).